# 側斑高原鰍
側斑高原鰍（學名：Triplophysa laterimaculata）為輻鰭魚綱鯉形目條鰍科高原鰍屬的其中一種。分布於亞洲中國塔里木盆地淡水流域，棲息在溪流底層水域，生活習性不明。

## 扩展阅读
維基物種上的相關：側斑高原鰍